# Firdausi
Hakīm Abul-Qāsim Ferdowsī Tūsī  (persisk: حکیم ابوالقاسم فردوسی توسی), bedre kendt som Ferdowsi (فردوسی; også stavet Firdausi) levede fra 940 til 1020 og var en højt agtet persisk digter. Han er primært kendt for hovedværket Shahnameh ("Kongernes bog"), på dansk kendt som Kongebogen, der er nationalepos for Persien og den persisk-talende verden. Shahnameh er skrevet mellem 977 og 1010 og består af ca. 60.000 vers, der fortæller Irans historie, såvel den mytologiske fortid som den senere historiske tid op til den arabiske erobring af Iran og sassanidernes fald i 651. Shahnameh regnes for en af verdenslitteraturens store klassikere. 

## Liv

### Familie
Firdausi blev født ind i en familie af iranske jordejere i 940 i en landsby der hed Paj, som var nær byen Tus i provinsen Khorasan, nu i det nordøstlige Iran.  Der vides kun lidt om Firdausis tidlige liv. Firdausi havde foruden en kone en søn, der døde som 37-årig og blev begrædt af digteren i en elegi, som han indsatte i Shahnameh.